# 문현성
문현성은 대한민국의 텔레비전 영화 연출감독이다.

## 영화
- 2012년 영화 《코리아》 ... 감독 & 공동각색
- 2017년 영화 《아티스트: 다시 태어나다》 ... 단역 - 담당교수 역
- 2017년 영화 《임금님의 사건수첩》  ... 감독 & 공동각색
- 2022년 영화 《서울대작전》 ... 감독
- 2023년 영화 《익스트림 페스티벌》 ... 제작

## 드라마
- 2024년 쿠팡플레이 8부작 금요 웹 드라마 《사랑 후에 오는 것들》 ... 연출 & 공동집필